# Tournoi pré-olympique de football de 1955-1956
Navigation
Rome 1960
Le tournoi pré-olympique de football de 1955-1956 a eu pour but de désigner 15 des 16 nations qualifiées pour disputer le tournoi final de football des Jeux olympiques de Melbourne en 1956. C'est la première fois qu'une phase éliminatoire, dite  « tournoi pré-olympique », a été organisée avant le déroulement des Jeux olympiques. La raison de sa tenue vient du nombre d'inscrits devenu trop important pour que le tournoi olympique puisse être correctement organisé durant la quinzaine olympique. Tant que le nombre total d'inscrits était bien inférieur à 32, l'organisation du tournoi olympique se déroulait comme suit (depuis 1924) : un éventuel tour préliminaire (pour réduire le nombre d'équipes à seize), suivi des huitièmes de finale puis quarts de finale, demi-finales et finales pour les médailles. L'organisation de ce tout premier tournoi pré-olympique, disputé en match aller-retour, n'était pas encore confiée aux fédérations continentales respectives et il n'impliquait que 37 pays issus de cinq continents à la clôture des inscriptions.
Une commission olympique au sein de la FIFA, dirigée par le néerlandais Karel Lotsy (nl), l'anglais Stanley Rous et le suisse Kurt Gassmann (en), supervise le tournoi pré-olympique. Un tirage au sort à Amsterdam, le 13 juin 1955, définit les appariements en tenant compte des régions géographiques et, outre l'Australie qualifiée d'office en tant que pays organisateur, trois équipes se voient attribuer un bye (une exemption) : la Pologne, l'Inde et la Thaïlande sont ainsi tirés au sort à la suite du retrait de plusieurs nations (la Birmanie, le Danemark, la France, Hong Kong, l'Islande, Singapour, le Soudan, la Suède et la Tchécoslovaquie).
Les quatre nations britanniques (l'Angleterre, l'Écosse, l'Irlande du Nord et le pays de Galles) alimentent l'équipe de la Grande-Bretagne dont le comité olympique est souverain.
Sur 37 nations inscrites au départ, 20 pays ont effectivement pris part aux matches de qualification, qui ont eu lieu du 23 octobre 1955 au 31 juillet 1956, et étaient répartis entre les quatre continents comme suit :
- 9 équipes d'Europe
- 1 équipe d'Amérique
- 8 équipes d'Asie
- 2 équipes d'Afrique

Un nouveau tirage au sort fin mai 1956 fut nécessaire afin de s'assurer d'obtenir les 16 qualifiés requis car entretemps plusieurs pays ont déclaré forfait pendant les éliminatoires : la Pologne, pourtant qualifiée directement par tirage au sort, qui renonce à participer au tournoi olympique, la Roumanie, le Mexique, l'Afghanistan, l'Iran, les Philippines et Taïwan. En conséquence, il est décidé que le perdant de la rencontre entre la Bulgarie et la Grande-Bretagne, en l'occurrence cette dernière, serait qualifié également.
Les deux Allemagnes (RFA et RDA) se sont mises d'accord de faire concourir leurs athlètes entre 1956 et 1964 dans une « Équipe unifiée d'Allemagne », le CIO ne reconnaissant à l'époque qu'un seul comité olympique allemand, celui de la République fédérale d'Allemagne. Ainsi les deux fédérations allemandes de football ont proposé d'aligner une équipe « mixte ». Dès lors, la Hongrie est qualifiée directement sans jouer et la rencontre entre la Turquie et l'Allemagne unifiée, planifiée au départ les 10 juin 1956 à Ankara (aller) et 20 juin 1956 dans une ville allemande (retour), est rendue caduque car aussi bien le vainqueur que le perdant sont placés,.
Au terme de ces qualifications, plusieurs nations renoncent à participer au tournoi final pour différentes raisons : la Turquie et le Sud-Vietnam pour des motifs financiers et de distance ; la Hongrie en conséquence à l'invasion soviétique ; la Chine en protestation à la participation de la République de Chine (Taiwan) aux Jeux et l'Égypte à la suite de la crise du canal de Suez. L'Éthiopie est invitée à remplacer cette dernière mais refuse arguant d'un manque d'expérience dans les grands tournois, la Corée du Sud se voit proposer de participer à la place de la Hongrie mais elle aussi refuse l'invitation.

## Pays qualifiés
| Zone géographique           | Dates                                 | Lieu              | Places | Qualifiés                                                                                                  |
| --------------------------- | ------------------------------------- | ----------------- | ------ | --- |
| Océanie (pays organisateur) | Qualifié d'office                     | Qualifié d'office | 1      | Australie                                                                                                  |
| Europe                      | du 23 octobre 1955 au 31 juillet 1956 | Itinérant         | 7      | Pologne , Grande-Bretagne Bulgarie Yougoslavie Hongrie Turquie Équipe unifiée d'Allemagne Union soviétique |
| Amérique                    | du 23 octobre 1955 au 31 juillet 1956 | Itinérant         | 1      | États-Unis                                                                                                 |
| Asie                        | du 23 octobre 1955 au 31 juillet 1956 | Itinérant         | 6      | Inde Thaïlande Sud-Vietnam Japon Chine Indonésie                                                           |
| Afrique                     | du 23 octobre 1955 au 31 juillet 1956 | Itinérant         | 1      | Égypte |
| Total                       |                                       |                   | 16     | |

## Résultats des qualifications par zone géographique
Dans le système à élimination directe avec des matches aller et retour, en cas d'égalité parfaite au score cumulé des deux rencontres, les mesures suivantes sont d'application :

- Organisation d'une prolongation au match retour.
  - Si l'égalité au score cumulé persiste à la fin de la prolongation, il n'est pas prévu de match d'appui. C'est donc un tirage au sort qui désigne le qualifié.

### Europe
| Équipe 1         | Résultat     | Équipe 2                   | Aller | Retour |
| ---------------- | ------------ | -------------------------- | ----- | ------ |
| Bulgarie         | 5 - 3        | Grande-Bretagne            | 2 - 0 | 3 - 3  |
| Union soviétique | 7 - 1        | Israël                     | 5 - 0 | 2 - 1  |
| Yougoslavie      | Q. - forfait | Roumanie                   | -     | -      |
| Hongrie          | Q. - retrait | Allemagne de l'Est         | -     | -      |
| Turquie          | Q. - retrait | Allemagne de l’Ouest       | -     | -      |
|                  | exempt       | Équipe unifiée d'Allemagne |       |        |
|                  | exempt       | Pologne                    |       |        |

#### Détail des rencontres
| 23 octobre 1955                                                                                            | Bulgarie                      | 2 - 0 | Grande-Bretagne | Stade national Vassil-Levski Sofia, Bulgarie      |                                                   |
| | Stefanov (bg) 30e · Yanev 61e | (1 - 0) |                 | Spectateurs : 45 000 Arbitrage : Giorgio Bernardi | Spectateurs : 45 000 Arbitrage : Giorgio Bernardi |
| | Rapport 1 Rapport 2           | |                 | Spectateurs : 45 000 Arbitrage : Giorgio Bernardi | Spectateurs : 45 000 Arbitrage : Giorgio Bernardi |
| Yosifov - Rakarov, Manolov, Goranov, Boskov - Patev (en), Milanov - Stefanov (bg), Panajotov, Kolev, Yanev | Équipes                       | Pinner - Beardsley, Farrer (en), Hardisty , Prince (en) - Dodkins (en), Littlejohn (en) - Jeffrey (en), Lewis, O'Connell (en), Neil |                 | Spectateurs : 45 000 Arbitrage : Giorgio Bernardi | Spectateurs : 45 000 Arbitrage : Giorgio Bernardi |

| 12 mai 1956        | Grande-Bretagne | 3 - 3   | Bulgarie | British Empire Exposition Stadium Londres, Royaume-Uni |                                                   |
| 19:30 heure locale | Hardisty 12e 62e · Lewis 77e (pen.) | (1 - 2) | Milanov 28e · Prince (en) 32e (csc) · Dimitrov 66e                                                              | Spectateurs : 30 000 Arbitrage : Giorgio Bernardi      | Spectateurs : 30 000 Arbitrage : Giorgio Bernardi |
| 19:30 heure locale | Rapport 1 Rapport 2 |         | | Spectateurs : 30 000 Arbitrage : Giorgio Bernardi      | Spectateurs : 30 000 Arbitrage : Giorgio Bernardi |
| 19:30 heure locale | Pinner - Alexander (en), Farrer (en) , Topp, Prince (en) - Dodkins (en), Lewis - Hardisty, Laybourne (en), Bromilow (en), Twissell (en) | Équipes | Najdenov - Vasilev, Enisheynov (en), Boskov , Rakarov - Patev (en), Milanov - Dimitrov, Panajotov, Kolev, Yanev | Spectateurs : 30 000 Arbitrage : Giorgio Bernardi      | Spectateurs : 30 000 Arbitrage : Giorgio Bernardi |

| 11 juillet 1956    | Union soviétique                                                                                            | 5 - 0   | Israël | Stade Central du Dynamo Moscou, Union soviétique  |                                                   |
| 18:30 heure locale | Tatushin 2e · Ivanov 26e 71e · Simonian 45e 78e                                                             | (3 - 0) | | Spectateurs : 54 000 Arbitrage : Mervyn Griffiths | Spectateurs : 54 000 Arbitrage : Mervyn Griffiths |
| 18:30 heure locale | Rapport |         | | Spectateurs : 54 000 Arbitrage : Mervyn Griffiths | Spectateurs : 54 000 Arbitrage : Mervyn Griffiths |
| 18:30 heure locale | Yachine - Tishchenko, Bashashkin, Ogonkov, Paramonov - Netto , Tatushin - Ivanov, Simonian, Salnikov, Iline | Équipes | Hodorov - Matania (he), Schneor (en) , Rabinovich, Kremer - Haldi (en), Rosenbaum (en) - Glazer, Stelmach, Nahmias, Mirmovich | Spectateurs : 54 000 Arbitrage : Mervyn Griffiths | Spectateurs : 54 000 Arbitrage : Mervyn Griffiths |

| 31 juillet 1956    | Israël | 1 - 2   | Union soviétique                                                                                              | Itztadion Ramat Gan Ramat Gan, Israël               |                                                     |
| 17:00 heure locale | Stelmach 64e | (0 - 0) | Iline 59e · Tatushin 79e                                                                                      | Spectateurs : 60 000 Arbitrage : Francesco Liverani | Spectateurs : 60 000 Arbitrage : Francesco Liverani |
| 17:00 heure locale | Rapport |         | | Spectateurs : 60 000 Arbitrage : Francesco Liverani | Spectateurs : 60 000 Arbitrage : Francesco Liverani |
| 17:00 heure locale | Hodorov - Matania (he), Kremer, Rabinovich, Schneor (en) - Kofman (en), Haldi (en) - Rosenbaum (en), Glazer, Stelmach, Mirmovich | Équipes | Yachine - Tishchenko, Bashashkin, Kuznetsov, Paramonov - Salnikov , Tatushin - Isayev, Simonian, Iline, Mozer | Spectateurs : 60 000 Arbitrage : Francesco Liverani | Spectateurs : 60 000 Arbitrage : Francesco Liverani |

|  | Yougoslavie | Q. - forfait | Roumanie |  |  |
|  |             |              |          |  |  |

|  | Hongrie | Q. - retrait | Allemagne de l'Est |  |  |
|  |         |              |                    |  |  |

|  | Turquie | Q. - retrait | Allemagne de l’Ouest |  |  |
|  |         |              |                      |  |  |

### Amérique
| Équipe 1   | Résultat     | Équipe 2 | Aller | Retour |
| ---------- | ------------ | -------- | ----- | ------ |
| États-Unis | Q. - forfait | Mexique  | -     | -      |

#### Détail des rencontres
|  | États-Unis | Q. - forfait | Mexique |  |  |
|  |            |              |         |  |  |

### Asie
| Équipe 1    | Résultat          | Équipe 2     | Aller | Retour   |
| ----------- | ----------------- | ------------ | ----- | -------- |
| Sud-Vietnam | 9 - 5             | Cambodge     | 5 - 2 | 4 - 3    |
| Japon       | 2 - 2 toss        | Corée du Sud | 2 - 0 | 0 - 2 ap |
| Iran        | forfait - forfait | Afghanistan  | -     | -        |
| Chine       | Q. - forfait      | Philippines  | -     | -        |
| Indonésie   | Q. - forfait      | Taïwan       | -     | -        |
|             | exempt            | Inde         |       |          |
|             | exempt            | Thaïlande    |       |          |

#### Détail des rencontres
| 22 avril 1956 | Sud-Vietnam                                                      | 5 - 2   | Cambodge                     | Stade du Jardin de la Ville Saïgon, République du Viêt Nam |  |
|               | Văn Được 6e 12e · Hoeun 33e (csc) · Quang Thách 40e · Văn Tư 61e | (4 - 0) | Nguon Tuy 65e · Dy Tamom 80e |                                                            |  |

| 6 mai 1956 | Cambodge                                                   | 3 - 4   | Sud-Vietnam                                        | Stade Vélodrome Lambert Phnom Penh, Cambodge |  |
|            | Kong Thann 27e (pen.) · Vi Nhơn ?? (csc) · Nguon Thanh 65e | (1 - 1) | Văn Nhung 23e 80e · Văn Được 60e · Quang Thách 85e |                                              |  |

| 3 juin 1956                                                                                      | Japon                     | 2 - 0 | Corée du Sud | Korakuen Velodrome (en) Tokyo, Japon                |                                                     |
|                                                                                                  | Uchino 30e · Iwabuchi 77e | (1 - 0) |              | Spectateurs : 10 000 Arbitrage : Ildefonso Tronqued | Spectateurs : 10 000 Arbitrage : Ildefonso Tronqued |
|                                                                                                  | Rapport                   | |              | Spectateurs : 10 000 Arbitrage : Ildefonso Tronqued | Spectateurs : 10 000 Arbitrage : Ildefonso Tronqued |
| Furukawa - Hiraki, Takamori - Sato, Ozawa, Omura - Tokita, Uchino, Yaegashi, Kobayashi, Iwabuchi | Équipes                   | Ham Heung-chul - Li Jong-kap, Cha Tae-sung, Son Myung-seop, Chung Hyung-sik - Kim Ji-sung, Choi Kwang-seok - Kim Hong-woo, Choi Chung-min, Woo Sang-kwon, Park Il-kap |              | Spectateurs : 10 000 Arbitrage : Ildefonso Tronqued | Spectateurs : 10 000 Arbitrage : Ildefonso Tronqued |

| 10 juin 1956 | Corée du Sud                            | 2 - 0 a. p. toss                                                                                  | Japon | Korakuen Velodrome (en) Tokyo, Japon                |                                                     |
| | Sung Nak-woon 59e · Choi Kwang-seok 65e | (0 - 0, 2 - 0)                                                                                    |       | Spectateurs : 20 000 Arbitrage : Ildefonso Tronqued | Spectateurs : 20 000 Arbitrage : Ildefonso Tronqued |
| | Rapport                                 |                                                                                                   |       | Spectateurs : 20 000 Arbitrage : Ildefonso Tronqued | Spectateurs : 20 000 Arbitrage : Ildefonso Tronqued |
| Ham Heung-chul - Chung Hyung-sik , Cha Tae-sung, Son Myung-seop, Kim Jin-woo - Lee Seok-ui, Choi Kwang-seok - Sung Nak-woon, Kim Young-jin, Choi Chung-min, Kim Dong-keun | Équipes                                 | Furukawa - Hiraki, Takamori - Sato, Ozawa, Omura - Yaegashi, Uchino, Iwatani, Kobayashi, Iwabuchi |       | Spectateurs : 20 000 Arbitrage : Ildefonso Tronqued | Spectateurs : 20 000 Arbitrage : Ildefonso Tronqued |

|  | Iran | forfait - forfait | Afghanistan |  |  |
|  |      |                   |             |  |  |

|  | Chine | Q. - forfait | Philippines |  |  |
|  |       |              |             |  |  |

|  | Indonésie | Q. - forfait | Taïwan |  |  |
|  |           |              |        |  |  |

### Afrique
| Équipe 1 | Résultat | Équipe 2 | Aller | Retour |
| -------- | -------- | -------- | ----- | ------ |
| Éthiopie | 3 - 9    | Égypte   | 1 - 4 | 2 - 5  |

#### Détail des rencontres
| 29 janvier 1956 | Éthiopie | 1 - 4 | Égypte                                       | Stade Haïlé Sélassié Addis Abeba, Éthiopie |  |
|                 | ? 69e    | (0 - 2) | El-Fanageely 2e 35e · Ad-Diba 53e · Adam 60e |                                            |  |
|                 | Équipes  | Bakr - A.W. Selim, El-Dali (en), El-Fanageely, Attia - El-Maati, Abdullah - Ad-Diba, Roushdi, Adam, A. Selim |                                              |                                            |  |

| 27 avril 1956                                                                                               | Égypte                                                             | 5 - 2   | Éthiopie                 | Prince Farouk Stadium Le Caire, Égypte |  |
| | Saleh 7e · Attia 43e · El-Far 46e · Ad-Diba 63e · El-Fanageely 74e | (2 - 0) | Beko 56e · Metaferia 61e |                                        |  |
| Bakr - A.W. Selim, Bastan (en), Tawfik, El-Dali (en) - El-Fanageely, Attia - Beedho, El-Far, Ad-Diba, Saleh | Équipes                                                            |         |                          |                                        |  |